# Sudoměřice u Bechyně
Sudoměřice u Bechyně é uma comuna checa localizada na região da Boêmia do Sul, distrito de Tábor.